# Дравнели
Дравнели (бел. Драўнэлі) — деревня в Рытанском сельсовете Островецкого района Гродненской области северо-западной Белоруссии.

## Климат
Умеренный климат с теплым летом и холодной зимой. Средняя температура в январе минус 6,6 °C, в июле плюс 17-18,2 °C. Южные ветры зимой, восточные и северо-восточные летом. Средняя скорость ветра 3 м/с. Годовое количество осадков 520—640 мм.